# ChatON
ChatON foi um serviço global de comunicação móvel lançado pela Samsung Electronics em setembro de 2011. O ChatON atendeu a mais de 120 países em 62 idiomas. ChatON estava disponível no Android, iOS, BlackBerry, Windows Phone (Samsung Zone), Windows Mobile (Coréia), e smartphones Bada. Além disso, foi oferecido um cliente web para acesso ao serviço via navegadores web. Os usuários podem convidar e registrar amigos via Facebook e Twitter, bem como compartilhar o conteúdo do ChatON no Facebook. Entre os recursos exclusivos do ChatON estavam permitir que os usuários criassem mensagens de animação, Broadcast para enviar avisos pessoais em uma sala de bate-papo em grupo e o Trunk que armazena arquivos de mídia compartilhados em bate-papos. Quando um usuário faz login no ChatON, a lista de amigos do usuário fica disponível em qualquer dispositivo conectado.
O ChatON foi visto como uma alternativa ao WhatsApp.

## História
O ChatON foi apresentado na IFA em 29 de agosto de 2011, em Berlim, Alemanha, com serviço inicial para telefones iOS, Android, Blackberry e Samsung. O suporte foi expandido para incluir tablets Android, Windows Phone e telefones Bada. O aplicativo móvel ChatON pode ser baixado de Samsung Apps e Google Play para Android, Apple AppStore para iOS, App World para Blackberry e Microsoft Market para Windows Mobile.
Em 31 de março de 2015, o serviço ChatON foi descontinuado em todos os mercados.

## Dispositivos
O ChatON foi instalado por padrão nos smartphones e tablets Samsung Galaxy, como Galaxy Pocket 2 e Galaxy Young 2 e Galaxy S Duos 3, Galaxy Gear, Galaxy Star 2, S5 Mini e S5 e Galaxy Camera. Também estava disponível em outros dispositivos, dependendo do sistema operacional instalado.[carece de fontes?]